# Andrena fuscocalcarata
Andrena fuscocalcarata är en biart som beskrevs av Morawitz 1877. Andrena fuscocalcarata ingår i släktet sandbin, och familjen grävbin. Inga underarter finns listade i Catalogue of Life.

## Bildgalleri

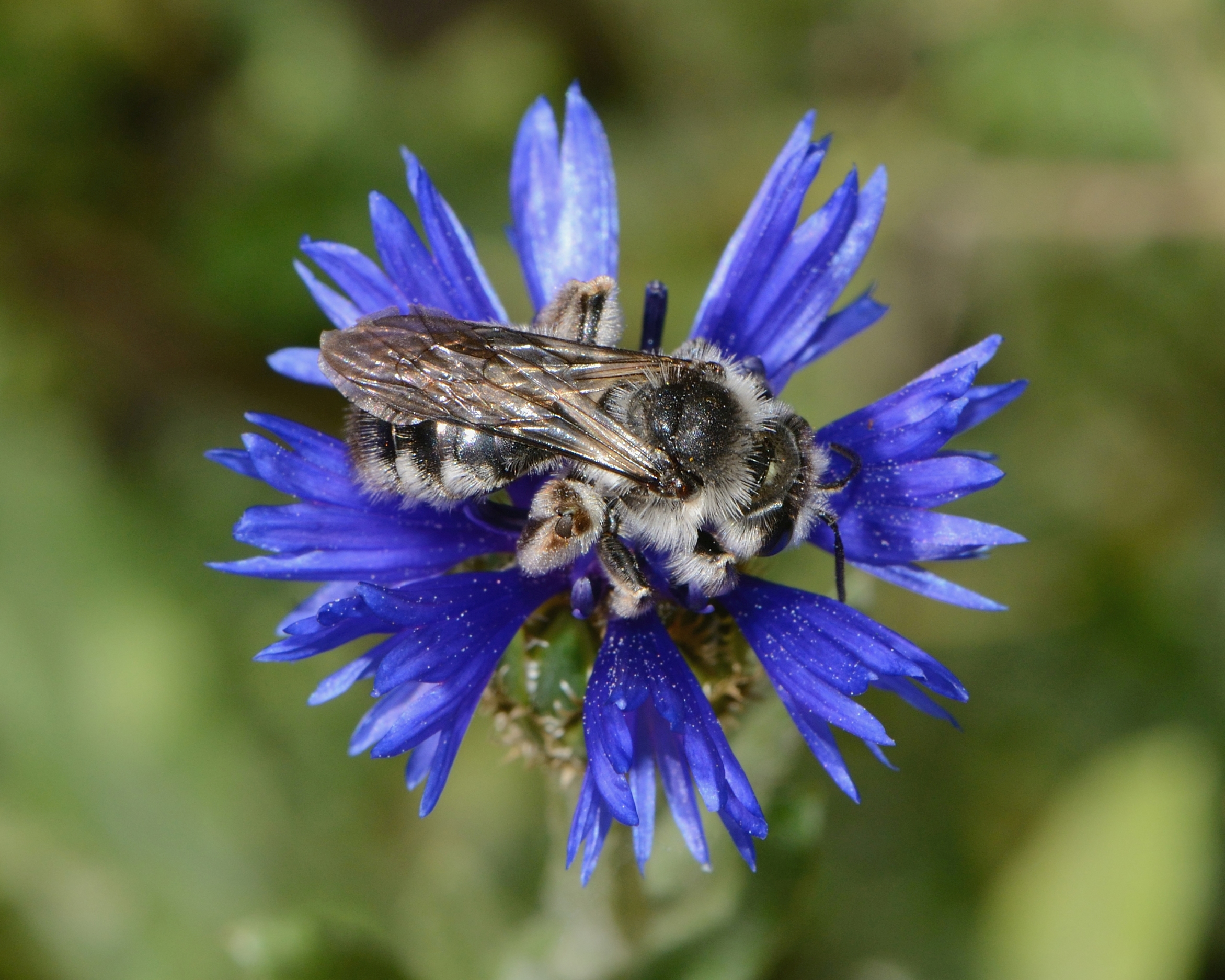
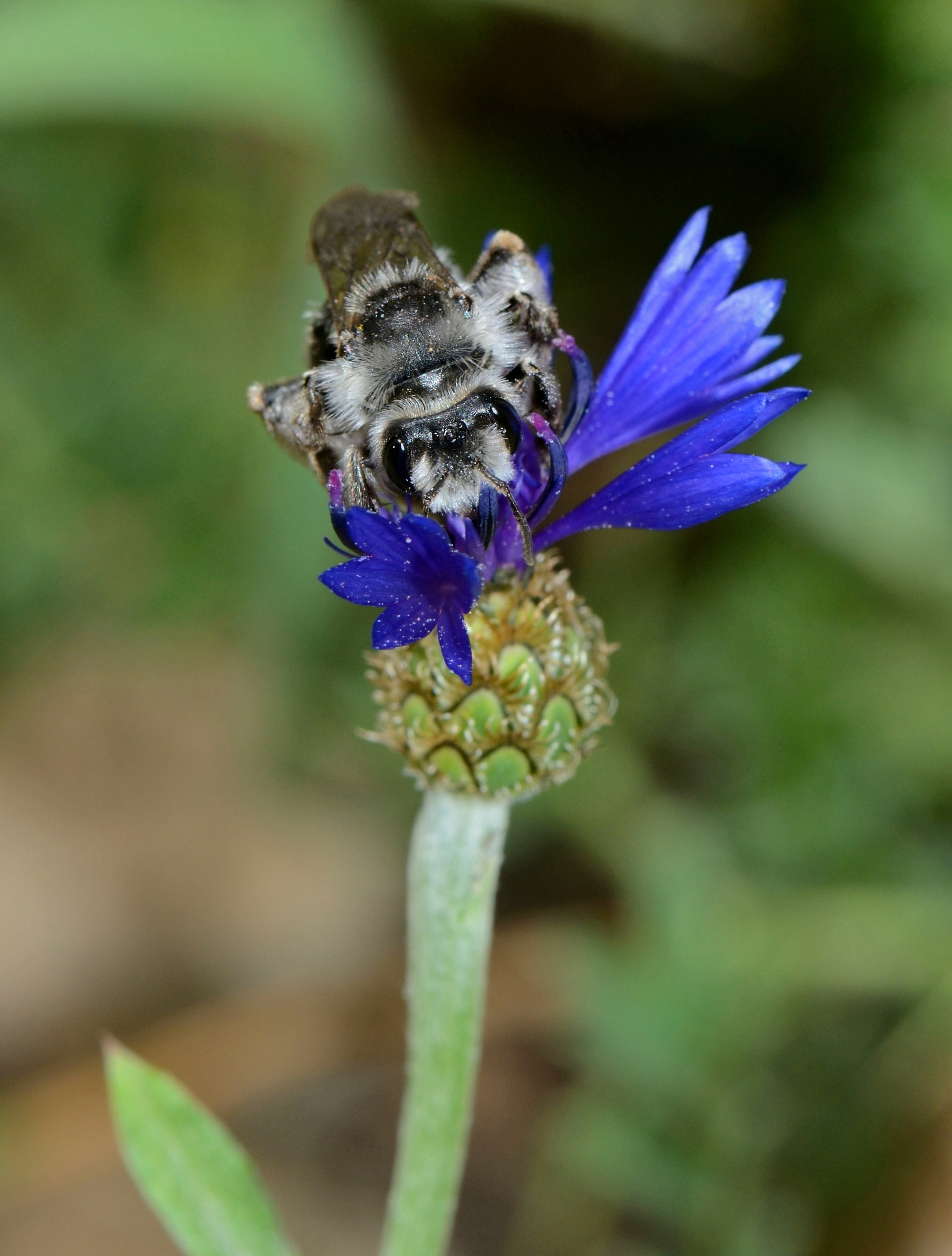